# Anthyllis
Anthyllis L., 1753  è un genere di piante appartenenti alla famiglia  delle Fabacee (o Leguminose), comprendente una ventina di specie erbacee e arbustive.

## Distribuzione e habitat
Il genere Anthyllis è diffuso in Europa, Asia occidentale e Nordafrica (fino all'Etiopia).
Anthyllis vulneraria è naturalizzata in altri continenti, in particolare in Nordamerica.

## Tassonomia
Il genere Anthyllis fa parte della famiglia delle Leguminose o Fabacee. All'interno di questa, viene attribuito alla sottofamiglia delle Faboidee e alla tribù delle Loteae.
Il genere comprende le seguenti specie:

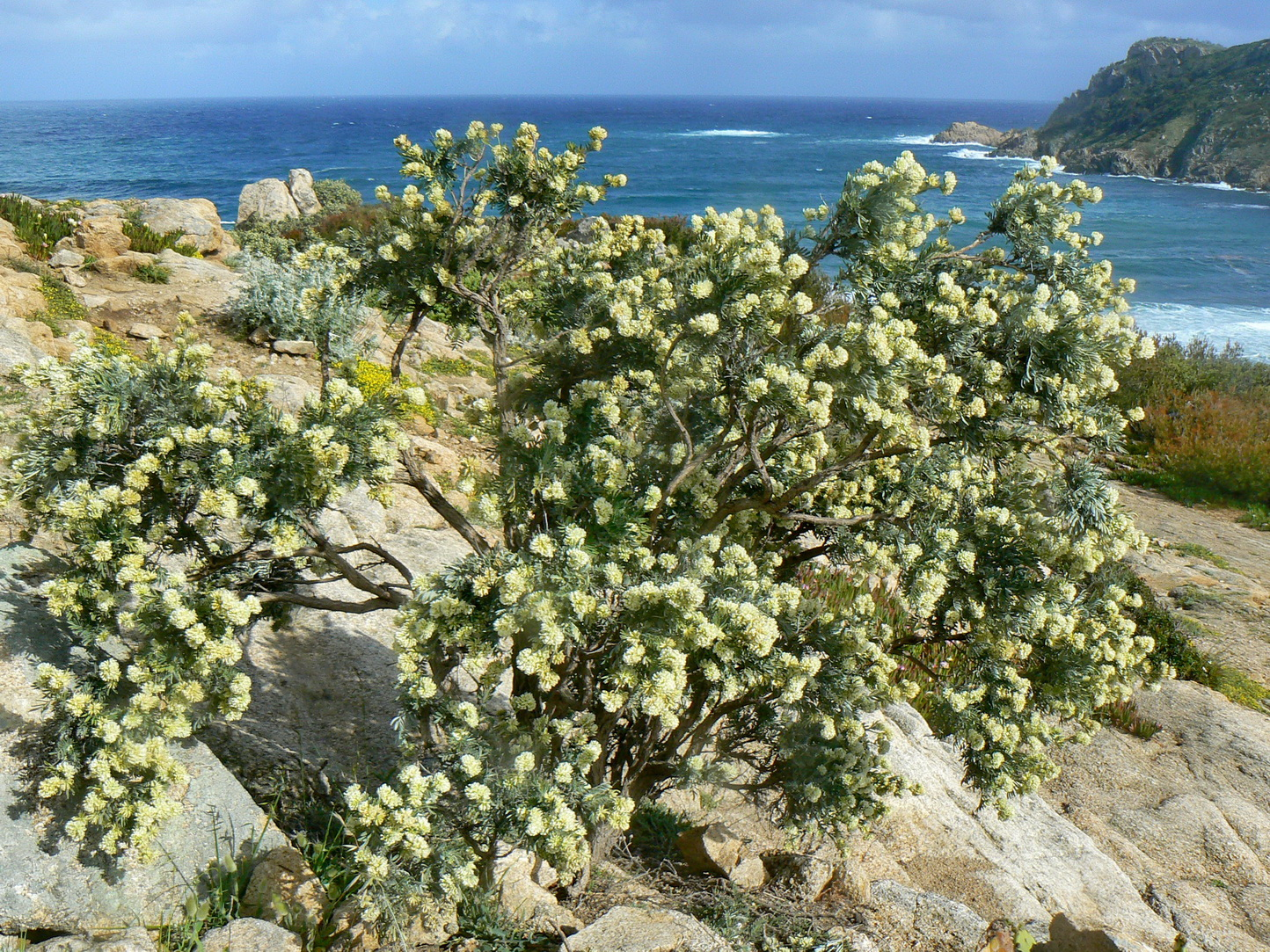
Anthyllis barba-jovis

- Anthyllis apennina F.Conti & Bartolucci
- Anthyllis aurea Welden
- Anthyllis barba-jovis L. - barba di Giove (presente anche in Italia)
- Anthyllis circinnata (L.) D.D.Sokoloff
- Anthyllis cornicina L.
- Anthyllis × currasii P.P.Ferrer, R.Roselló & >
- Anthyllis cytisoides L.
- Anthyllis × fortuita Guara & P.P.Ferrer
- Anthyllis × gamisansii Delage, Verlaque, Baumel, C.Piazza & Médail
- Anthyllis hamosa Desf.
- Anthyllis hermanniae L. - vulneraria spinosa (presente anche in Italia)
- Anthyllis hystrix (Barcelo) Cardona & al.
- Anthyllis lagascana Benedi
- Anthyllis lemanniana Lowe
- Anthyllis lotoides L.
- Anthyllis montana L. - vulneraria montana (presente anche in Italia)
- Anthyllis onobrychoides Cav.
- Anthyllis polycephala Desf.
- Anthyllis ramburei Boiss.
- Anthyllis rupestris Coss.
- Anthyllis splendens Willd.
- Anthyllis subsimplex Pomel
- Anthyllis tejedensis Boiss.
- Anthyllis terniflora (Lag.) Pau
- Anthyllis vulneraria L. - vulneraria comune (diffusa in tutta Italia)
- Anthyllis warnieri Emb.